# Église Saint-Martin de Longny-au-Perche
L'église Saint-Martin est une église catholique située à Longny-au-Perche, en France.

## Localisation
L'église est située dans le département français de l'Orne, sur la commune de Longny-au-Perche.

## Historique
L'édifice est classé au titre des monuments historiques en 1909 et inscrit en 1995.
L'église Saint-Martin fut rebâtie au XVIe siècle sur l’emplacement de la chapelle du château.
La tour élevée au XVIe siècle, en constitue l’élément le plus intéressant. À l’ouest, au-dessus d’une fenêtre aveugle à décor flamboyant, une niche en plein cintre abrite la figure équestre de saint Martin, symbolisant la Charité ; au sud, sur la corniche du dernier étage, un cadran solaire (méridienne) donne le « midi solaire vrai ». Les niches des contreforts nord-ouest et sud-ouest contiennent des statues représentant la Force, la Foi, la Justice et l’Espérance. Sur le mur extérieur nord de la nef subsistent les vestiges d’une litre (bande horizontale peinte portant des armes seigneuriales). La litre a généralement un caractère funéraire ; elle est alors à fond noir, autrefois armoriée.
À l’intérieur : maître-autel monumental ; retables latéraux provenant de l’ancienne chartreuse de Val Dieu. Des travaux de restauration du chœur ont permis la mise au jour du lambrissage d’origine sur lequel figure un ensemble peint, commandé en 1806. Cette série d’emblèmes religieux, soulignée d’une frise de guirlandes de feuillages supportées par des angelots, constitue l’une des ornementations post-révolutionnaires les plus précoces dans le département de l’Orne.